# Berlinianche aethiopica
Berlinianche aethiopica är en tvåhjärtbladig växtart som först beskrevs av Friedrich Welwitsch, och fick sitt nu gällande namn av De Vattimo. Berlinianche aethiopica ingår i släktet Berlinianche och familjen Apodanthaceae. Inga underarter finns listade i Catalogue of Life.